# Wesolowskana marginella
Wesolowskana marginella là một loài nhện trong họ Salticidae.
Loài này thuộc chi Wesolowskana. Wesolowskana marginella được Eugène Simon miêu tả năm 1883.